# Potosí
Potosí là một thành phố và thủ phủ của Vùng Potosí ở Bolivia. Đây là thành phố lớn thứ 8 của quốc gia này, là một trong những thành phố cao nhất trên thế giới bởi nằm ở độ cao 4.090 mét danh nghĩa (13.420 ft), và nó đã được vị trí của nhà máy đúc tiền thực dân Tây Ban Nha, Sở đúc tiền quốc gia của Bolivia. Potosí nằm bên dưới Cerro de Potosí-đôi khi được gọi là Rico Cerro ("núi giàu"), một ngọn núi phổ có nhiều quặng bạc, đã luôn luôn chiếm ưu thế trong thành phố. Cerro Rico là lý do mang lại tầm quan trọng lịch sử Potosí, vì nó là nguồn cung bạc chính cho Tây Ban Nha trong thời gian của Đế quốc Tây Ban Nha Tân Thế giới. Nguồn bạc này được chở bằng tàu về bổ sung kho báu của Tây Ban Nha. Đỉnh Cerro de Potosí cao là 4.824 mét (15.827 ft) trên mực nước biển.

## Lịch sử
Được thành lập vào năm 1545, đây như một thị trấn khai thác bạc, sớm trở thành nơi giàu có, và là một trong những thành phố lớn nhất ở châu Mỹ và thế giới lúc bấy giờ với dân số trên 200.000 người.
Bạc từ Potosí hầu hết được vận chuyển tới Tây Ban Nha. Có tới 45.000 tấn bạc nguyên chất được khai thác từ Cerro Rico 1556-1783. Trong số này, 9.000 tấn đã được chuyển tới Tây Ban Nha. Do khai thác rộng lớn và nhiều như vậy, các núi đá đã giảm đi về chiều cao, trước khi khai thác, các ngọn núi cao tới vài trăm mét.
Thực dân Tây Ban Nha thực hiện một yêu cầu vào năm 1608 ở Madrid cho phép nhập khẩu 1.500 đến 2.000 nô lệ châu Phi mỗi năm. Có tổng cộng khoảng 30.000 nô lệ châu Phi đã được đưa tới Potosí trong thời kỳ thuộc địa. Nô lệ châu Phi cũng bị buộc phải làm việc trong Casa de la Moneda (nơi sản xuất tiền) và các mỏ sản xuất.
Năm 1672, một tòa nhà được thành lập để để làm ra các đồng tiền xu bằng chính nguyên liệu bạc và một hồ chứa nước được xây dựng để đáp ứng nhu cầu dân số ngày càng tăng. Tại thời điểm đó hơn 86 nhà thờ được xây dựng và dân số thành phố tăng lên đến gần 200.000 người, làm cho nó là một trong những thành phố lớn nhất và giàu nhất trên thế giới.
Sau năm 1800, các mỏ bạc cạn kiệt, làm cho khai thác thiếc trở thành sản phẩm chính. Điều này dẫn đến một sự suy giảm kinh tế. Tuy nhiên, các ngọn núi tiếp tục được khai thác bạc cho đến ngày nay. Do điều kiện công nhân nghèo (thiếu trang thiết bị bảo vệ), các thợ mỏ có tuổi thọ rất ngắn với hầu hết trong số họ bị các bệnh về phổi và chết khi chỉ khoảng 40 tuổi.

### Thời kỳ độc lập
Trong chiến tranh giành độc lập Bolivia (1809-1825), Potosí thường xuyên thuộc kiềm quyền kiểm soát của lực lượng Bảo hoàng và Patriot. Sai lầm lãnh đạo chính là khi chính phủ đưa quân đội phụ trợ dưới sự chỉ huy của Juan José Castelli được đưa tới Thượng Peru (Bolivia ngày nay), điều này dẫn đến việc Potosi yêu cầu chính phủ quyền độc lập của riêng mình.
Khi quân đội phụ trợ thứ hai dưới sự chỉ huy của Manuel Belgrano đến, nó đã được đón nhận và phần nào hàn gắn vết thương quá khứ gây ra bởi Castelli độc tài.

## Di sản
Thành phố San Luis Potosí ở Mexico được đặt tên theo tên của thành phố Potosí ở Bolivia. Tại Hoa Kỳ, tên Potosi đã được đặt cho thị trấn khai thác mỏ Potosi, Wisconsin , Potosi, Missouri và Potosi, Nevada.
Khu vực cụm công nghiệp được coi là lớn nhất thế giới thế kỷ 16 này đã được công nhận là Di sản thế giới vào năm 1987. Hoạt động khai thác quặng bạc chủ yếu dựa vào các nhà máy thủy lực. Các di tích chính trong cụm công nghiệp này đáng chú ý có: Di tích công nghiệp trên núi Cerro Rico, nơi có hệ thống cung cấp nước phức tạp với các cống dẫn nước và hồ nhân tạo; thị trấn thuộc địa với Casa de la Moneda; Nhà thờ San Lorenzo; Các dinh thự của quý tộc và các khu nhà ở của công nhân mỏ.
Trong quyết định của mình, Uỷ ban Di sản thế giới cũng nhắc đến việc suy thoái tiềm năng của di tích lịch sử của các hoạt động khai thác khoáng sản; sự bất ổn và nguy cơ sụp đổ của Cerro Rico; thiếu sót trong bảo tồn; thực thi pháp luật bảo vệ chưa hiệu quả và tác động môi trường tới hệ thống thủy lực gây ảnh hưởng đến di tích. Chính vì vậy, Potosí đã bị đưa vào danh sách Danh sách di sản thế giới bị đe dọa vào năm 2014.

## Thành phố kết nghĩa
- San Luis Potosí, México
- York, Vương quốc Anh
- Lhasa, Trung Quốc

## Hình ảnh

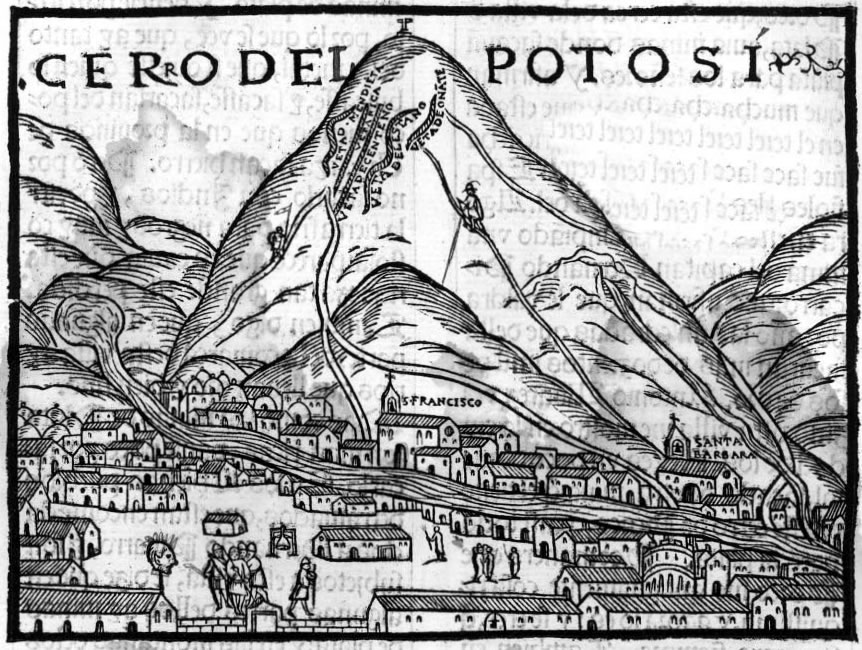
Potosi, Potosi, hình ảnh đầu tiên bởi những người châu Âu, Pedro Cieza de Leon, 1553.
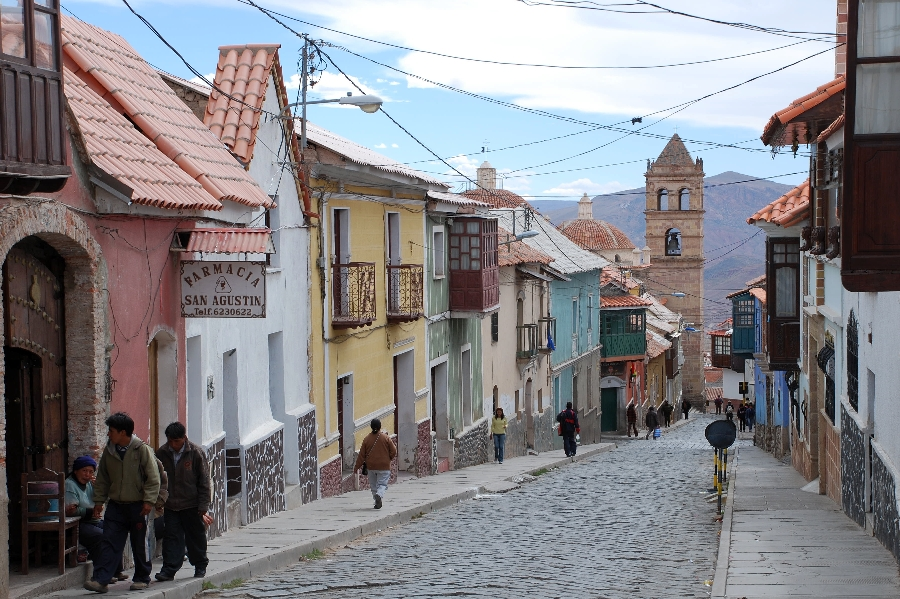
Trung tâm Potosi
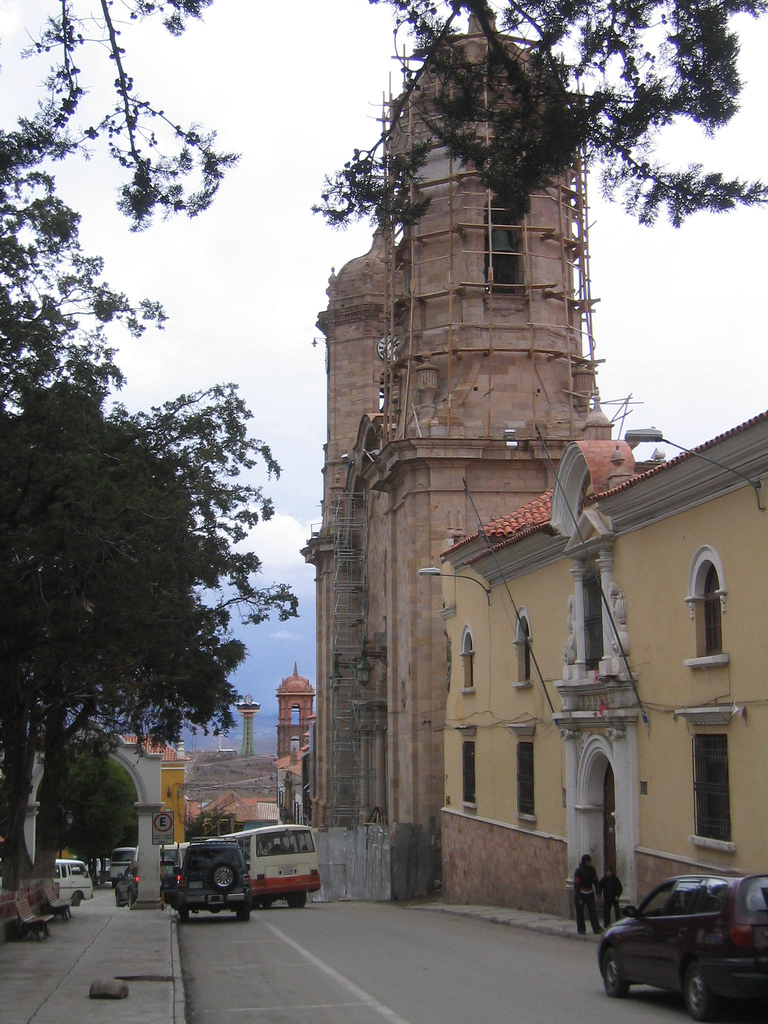
Nhà thờ ở Potosí
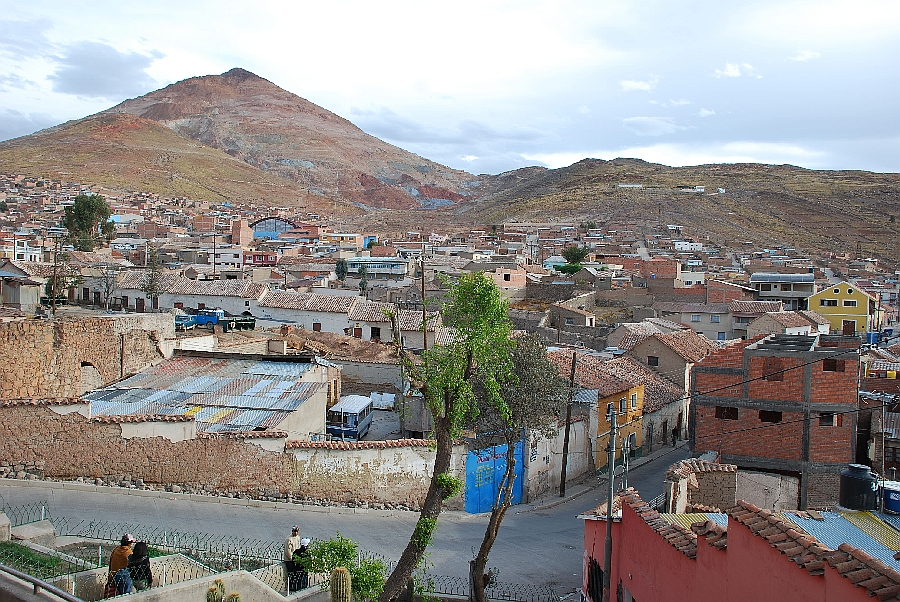
Khu khai mỏ ở Potosi
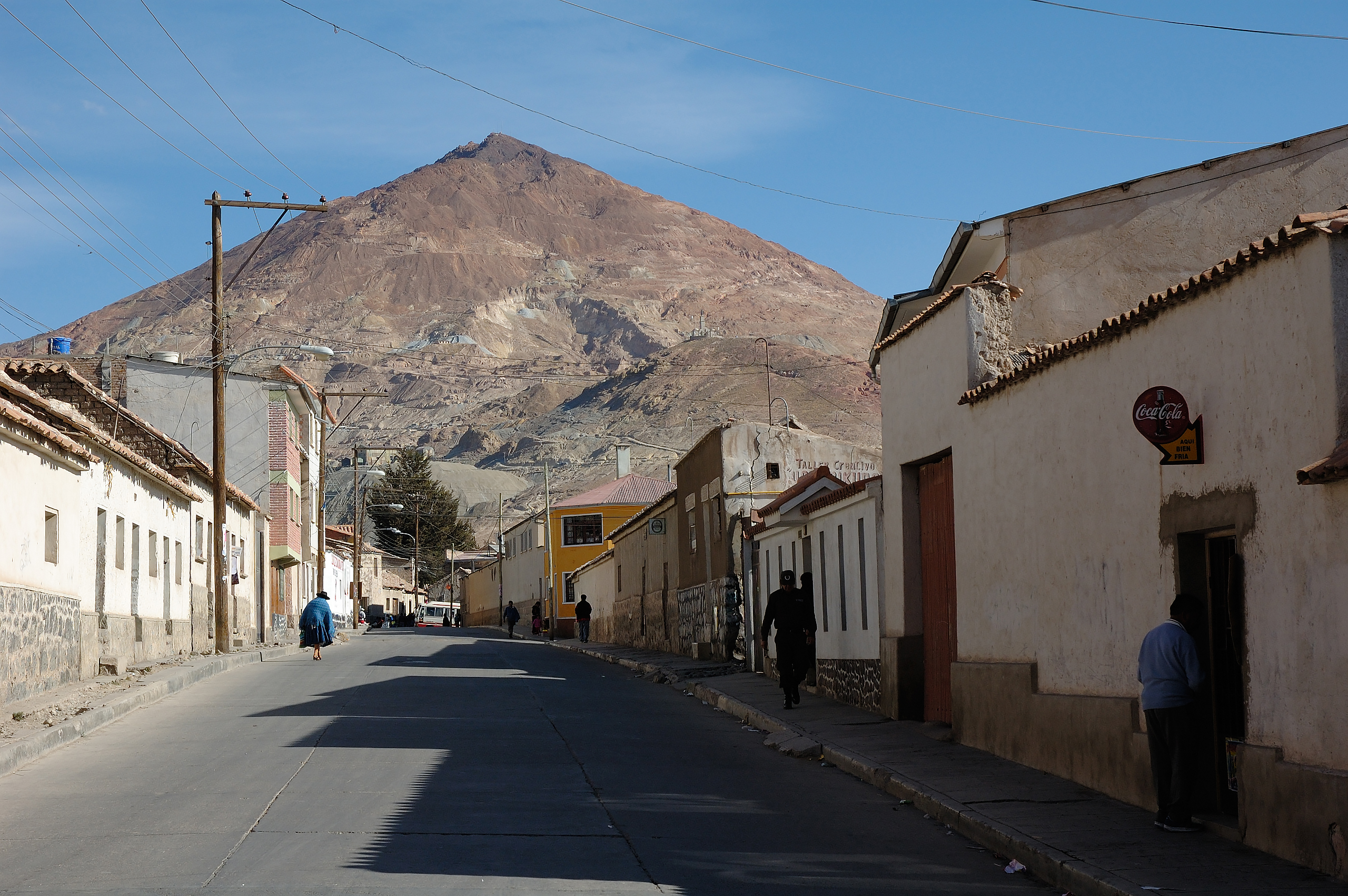
Một đường phố ở Potosí.
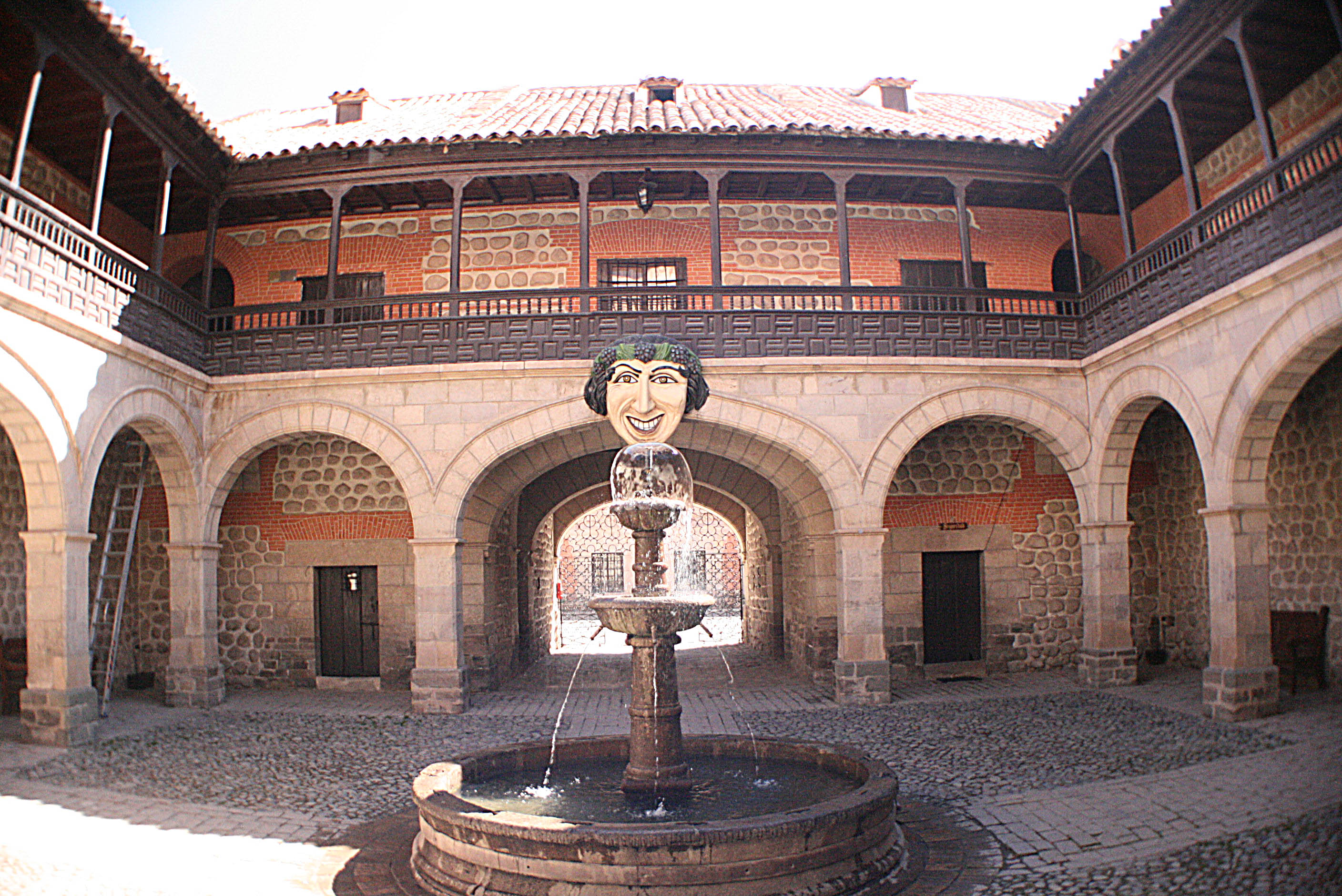
Nhà Modena (Casa de la Modena)
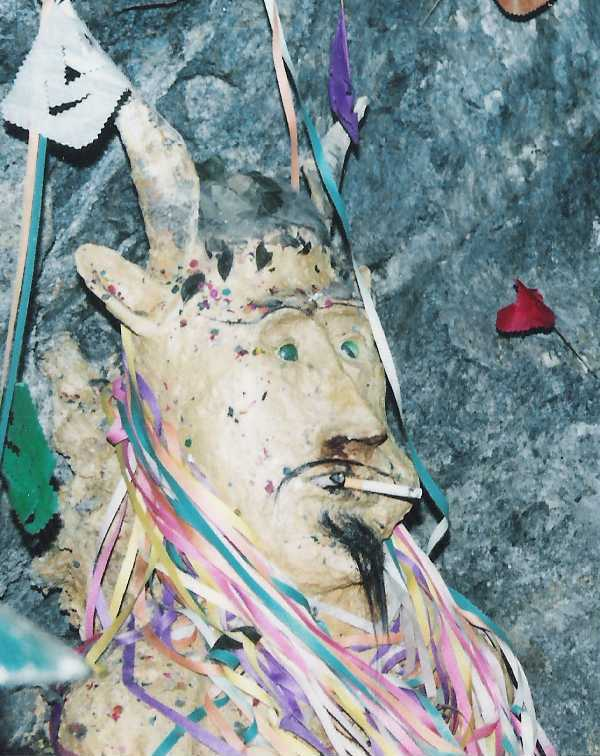
Hình ảnh khu mỏ ở Potosi, 1993